# Isidre Tondo i Ballart
Isidre Tondo i Ballart, conegut com a Isidre de Rabassó, (Valls, 18 d'abril de 1842 - 30 de desembre de 1918) fou un pagès i casteller vallenc, conegut pel seu paper com a cap de colla de la Colla Vella dels Xiquets de Valls des de l'acabament de la Tercera guerra carlina fins a la seva mort l'any 1918.
Isidre de Rabassó fou el setè i últim fill del matrimoni d'Agustí Tondo i Rabassó amb Rosa Ballart Ferrer. Era d'ideologia conservadora i carlina, com la major part del món rural del Camp de Tarragona.

## Vessant castellera
Durant el liderat d'Isidre de Rabassó, començat el 1875 aprox., tant la Colla Vella com el món casteller aconseguiren les fites castelleres llegendàries del segle xix, que fins fa relativament poc, es creien impossibles i insuperables. En aquest període es va produir un auge en nombre de castells de nou pisos, i se'n van veure en molts pobles de la zona tradicional castellera. Destaquen també:
- Pilar de vuit amb folre i manilles: Descarregat a places com: Tarragona, Altafulla, Vilafranca, Valls
- Tres de vuit aixecat per sota: Es feu a la Riera, Vilafranca, entre d'altres no documentades
- El quatre de nou sense folre de 1881, primer i possiblement únic 4d9sf descarregat del segle xix, aixecat per la Santa Tecla de 1881
- El primer i possiblement únic cinc de nou amb folre descarregat del segle xix, aconseguit a la diada de Santa Úrsula de 1883
- Altres construccions com el nou de set o el pilar de sis caminant, i possiblement el dos de vuit net

A més de liderar la colla, Isidre de Rabassó pujava als castells, i va ser terç dels mític 4de9net i quart del 5de9f.
El seu fort caràcter va fer també que es convertís en un personatge mític i immortal. S'explica que una vegada el seu fill no volia que el net de l'Isidre pugés als castells i en Rabassó va fer empresonar el seu propi fill perquè no pogués evitar que el net pugés dalt de la torre. També s'explica que a la inauguració del ferrocarril entre Valls i Vilanova, on no s'havia contractat la Colla Vella però sí la Nova, l'Isidre de Rabassó va convocar els seus homes per tal de fer-hi castells tant sí com no, i allà van arribar a fer castells de nou, superant així a la rival Colla Nova.

Quedà immortalitzat per l'escriptor noucentista Eugeni d'Ors i Rovira, que escrigué una glossa en el seu honor, retratant-hi:
| «              | L'Isidro del Rabassó, que no cobreix son front amb el mocador vermell, sinó amb la musca barretina. I dins els plecs de la musca barretina hi guarda els bitllets guanyats en son joc ardit. I sota la musca barretina, el negre clatell té, en blancs solcs, les arrugues dels setanta-sis anys. Però el cap no s'acota pas de sentir, a dreta i esquerra, els dos peus de xiquet dels «terços», encastats i fèrriament engrapats, l'un a cada espatlla. Ni flecta sos genolls el pes de la valenta torre. Ni nuvola la imatge de la mort aquests ulls clars, en el rostre, a trets durs, de romà del Camp de Tarragona. I el dos que li fa cara és el seu fill. I el terç que li puja a l'espatlla és son gendre. I Enxaneta, cim joiós del castell, és son net. I hi ha en cada castell de la colla un altre fill seu i un altre gendre i quatre xiquets més, que els és avi. Fer castells és necessari, viure no és necessari. Aquesta sentència heroica, l'inquiet viatger l'ha confegida en els solcs del clatell de l'Isidro del Rabassó. | » |
| — Eugeni d'Ors | |   |